# Coppa Italia 1958/1959
Dvanáctý ročník Coppa Italia (italského fotbalového poháru) se konal od 31. srpna do 13. září 1959. Turnaj vyhrál Juvetus, které ve finále porazilo Inter 4:1 na jejím hřišti a klub mohl slavit celkem třetí vítězství. Nejlepším střelcem se stal italský hráč Eddie Firmani (Inter), který vstřelil 8 branek.
Soutěž začala již v době kdy předchozí ročník byl v plném proudu. Jakmile se totiž po letních prázdninách opět sešlo osm klubů, které dosud bojovaly o pohár, začaly již vyřazené kluby bojovat o další. V této sezóně se italská trikolórní kokarda objevila na dresech vítězů minulého ročníku Lazia a od této chvíle se začalo přišívat na dresy vítězů.

## Účastníci

### Od 1. kola
- Anconitana
- Arezzo
- Barletta
- Biellese
- Carbosarda
- Casertana
- Casale
- Catanzaro
- Chieti
- Cirio
- Cosenza
- Cremonese
- FEDIT
- Foggia & Incedit
- Forlì
- L'Aquila
- Livorno
- Lecce
- Lucchese
- Legnano
- Marsala
- Mestrina
- Ozo Mantova
- Pescara
- Piacenza
- Pisa
- Pro Patria
- Pro Vercelli
- Reggina
- Salernitana
- Sanremese
- Sarom Ravenna
- Siena
- Siracusa
- Spezia
- Trapani
- Treviso
- Varese

### Od 2. kola
- Atalanta
- Bari
- Benátky
- Brescia
- Cagliari
- Catania
- Como
- Lecco
- Messina
- Novara
- Palermo
- Parma
- Pordenone
- Prato
- Reggiana
- Sambenedettese
- Simmenthal-Monza
- Taranto
- Verona
- Vigevano
- Zenit Modena

### Od 3. kola
- Alessandria
- Inter
- Janov
- Lanerossi Vicenza
- Neapol
- Řím
- SPAL
- Talmone Turín
- Triestina
- Udinese

### Od osmifinále
- Boloňa
- Fiorentina
- Juventus
- Lazio
- Marzotto Valdagno
- Milán
- Padova
- Sampdoria

## Zápasy

### 1. kolo
Zápasy byly na programu 31. srpna a 3. listopadu 1958.
Poznámky
|  | Postup do dalšího kola |

| Domácí           | Výsledek                   | Hosté        |
| ---------------- | -------------------------- | ------------ |
| Anconitana       | 6:2                        | Pescara      |
| L'Aquila         | 4:3 v prodl.               | Chieti       |
| Biellese         | 2:1                        | Pro Vercelli |
| Catanzaro        | 1:0                        | Cosenza      |
| Foggia & Incedit | 3:1                        | Cirio        |
| Lecce            | 2:1                        | Barletta     |
| Livorno          | 0:1                        | FEDIT        |
| Lucchese         | 0:4                        | Pisa         |
| Ozo Mantova      | 1:0                        | Cremonese    |
| Marsala          | 2:4                        | Trapani      |
| Pro Patria       | 2:0                        | Piacenza     |
| Ravenna          | 2:3 v prodl.               | Forlì        |
| Salernitana      | 3:2                        | Casertana    |
| Sanremese        | 5:2 v prodl.               | Casale       |
| Siena            | 1:0                        | Arezzo       |
| Siracusa         | 0:2                        | Reggina      |
| Spezia           | 2:3                        | Carbonese    |
| Varese           | 4:2 v prodl.               | Legnano      |
| Mestrina         | 0:1 v prodl. 2:2 (4:5pen.) | Treviso      |

### 2. kolo
Zápasy byly na programu 6.  a 7. září 1958.
| Domácí           | Výsledek     | Hosté            |
| ---------------- | ------------ | ---------------- |
| L'Aquila         | 2:0          | Zenit Modena     |
| Bari             | 5:1          | Foggia & Incedit |
| Biellese         | 1:2 v prodl. | Atalanta         |
| Carbosarda       | 1:0          | Cagliari         |
| Catanzaro        | 1:0          | Catania          |
| FEDIT            | 1:0          | Como             |
| Lecce            | 1:0          | Taranto          |
| Messina          | 1:0 v prodl. | Reggina          |
| Novara           | 1:2 v prodl. | Sanremese        |
| Palermo          | 1:2 v prodl. | Trapani          |
| Parma            | 2:3          | Ozo Mantova      |
| Pisa             | 1:0          | Lecco            |
| Pordenone        | 3:2          | Verona           |
| Prato            | 2:1 v prodl. | Salernitana      |
| Pro Patria       | 2:1          | Brescia          |
| Reggiana         | 4:2          | Anconitana       |
| Sambenedettese   | 2:0          | Forlì            |
| Simmenthal-Monza | 1:0          | Siena            |
| Varese           | 2:0          | Vigevano         |
| Benátky          | 3:0          | Treviso          |

### 3. kolo
Zápasy byly na programu 14. září 1958.
| Domácí           | Výsledek | Hosté             |
| ---------------- | -------- | ----------------- |
| Alessandria      | 0:3      | FEDIT             |
| Atalanta         | 4:0      | L'Aquila          |
| Catanzaro        | 0:1      | Řím               |
| Lecce            | 0:1      | Bari              |
| Ozo Mantova      | 0:7      | Inter             |
| Neapol           | 5:0      | Messima           |
| Pisa             | 3:1      | Lanerossi Vicenza |
| Pordenone        | 1:2      | Turín             |
| Prato            | 3:2      | Trapani           |
| Pro Patria       | 1:3      | Janov             |
| Reggiana         | 0:2      | Triestina         |
| Sanremese        | 1:2      | Benátky           |
| Simmenthal-Monza | 2:1      | Carbosarda        |
| SPAL             | 3:2      | Sambenedettese    |
| Udinese          | 1:2      | Varese            |

### 4. kolo
Zápasy byly na programu od 1. října do 19. listopadu 1958.
| Domácí        | Výsledek | Hosté            |
| ------------- | -------- | ---------------- |
| Alessandria   | 5:0      | Pisa             |
| Atalanta      | 2:1      | SPAL             |
| Bari          | 1:2      | Varese           |
| FEDIT         | 1:2      | Simmenthal-Monza |
| Janov         | 4:2      | Triestina        |
| Inter         | 3:2      | Neapol           |
| Řím           | 0:1      | Benátky          |
| Talmone Turín | 3:0      | Prato            |

### Osmifinále
Zápasy byly na programu od 6. ledna do 12. května 1959.
| Domácí            | Výsledek | Hosté            |
| ----------------- | -------- | ---------------- |
| Atalanta          | 1:2      | Talmone Turín    |
| Boloňa            | 3:2      | Milán            |
| Fiorentina        | 2:1      | Sampdoria        |
| Janov             | 2:1      | Simmenthal-Monza |
| Juventus          | 6:2      | Alessandria      |
| Lazio             | 3:0      | Varese           |
| Marzotto Valdagno | 0:2      | Benátky          |
| Padova            | 2:3      | Inter            |

### Čtvrtfinále
Zápasy byly na programu od 10. června do 14. června 1959.
| Domácí   | Výsledek | Hosté         |
| -------- | -------- | ------------- |
| Janov    | 2:1      | Boloňa        |
| Juventus | 3:1      | Fiorentina    |
| Lazio    | 0:1      | Inter         |
| Benátky  | 5:1      | Talmone Turín |

### Semifinále
Zápasy byly na programu 6. září 1959.
| Domácí   | Výsledek | Hosté   |
| -------- | -------- | ------- |
| Inter    | 1:0      | Benátky |
| Juventus | 3:1      | Janov   |

### Čtvrtfinále
Zápasy byly na programu 6. a 7. září 1958.
| Domácí     | Výsledek     | Hosté             |
| ---------- | ------------ | ----------------- |
| Milán      | 2:4          | Boloňa            |
| Lazio      | 2:1          | Marzotto Valdagno |
| Fiorentina | 2:1          | Padova            |
| Sampdoria  | 2:3 (prodl.) | Juventus          |

### Semifinále
Zápasy byly na programu 13. a 14. září 1958.
| Domácí     | Výsledek | Hosté    |
| ---------- | -------- | -------- |
| Fiorentina | 4:2      | Boloňa   |
| Lazio      | 2:0      | Juventus |

### O 3. místo
| 13. září 1959 | Janov              | 2 – 1  | Benátky       | Stadio Luigi Ferraris, Janov, Itálie |  |  |
|               | Calvanese 26', 34' | Report | 69' Cavazzuti | Rozhodčí: Raoul Righi                |  |  |
|               |                    |        |               |                                      |  |  |

### Finále
| 13. 9. 1959 16:30 |        |                                               |                                                       |
| Inter             | 1 : 4  | Juventus                                      | Stadio San Siro, Milán, Itálie rozhodčí: Cesare Jonni |
| Bicicli 36'       | Report | 27', 79 (pen.)' Cervato 7' Charles 63' Sívori | Stadio San Siro, Milán, Itálie rozhodčí: Cesare Jonni |

|                 |    |                   |  |     |
|                 |    |                   |  |     |
|                 | 1  | Enzo Matteucci    |  | 46' |
|                 | 2  | Aristide Guarneri |  |     |
|                 | 3  | Mauro Gatti       |  |     |
|                 | 4  | Enea Masiero      |  |     |
|                 | 5  | Amos Cardarelli   |  |     |
|                 | 6  | Bruno Bolchi      |  |     |
|                 | 7  | Mauro Bicicli     |  |     |
|                 | 8  | Eddie Firmani     |  |     |
|                 | 9  | Antonio Angelillo |  |     |
|                 | 10 | Mario Corso       |  |     |
|                 | 11 | Eugenio Rizzolini |  |     |
| Náhradník:      |    |                   |  |     |
|                 | 12 | Mario Da Pozzo    |  | 46' |
| Trenér:         |    |                   |  |     |
| Aldo Campatelli |    |                   |  |     |

|                    |    |                     |  |
|                    |    |                     |  |
|                    | 1  | Carlo Mattrel       |  |
|                    | 2  | Ernesto Castano     |  |
|                    | 3  | Benito Sarti        |  |
|                    | 4  | Flavio Emoli        |  |
|                    | 5  | Sergio Cervato      |  |
|                    | 6  | Umberto Colombo     |  |
|                    | 7  | Giampiero Boniperti |  |
|                    | 8  | Bruno Nicolè        |  |
|                    | 9  | John Charles        |  |
|                    | 10 | Omar Sívori         |  |
|                    | 11 | Giorgio Stivanello  |  |
| Trenér:            |    |                     |  |
| Teobaldo Depetrini |    |                     |  |

## Vítěz
| Coppa Italia Vítěz pro rok 1958/1959 |
| ------------------------------------ |
| Juventus FC                          |
|                                      |